# Caçadors-recol·lectors occidentals

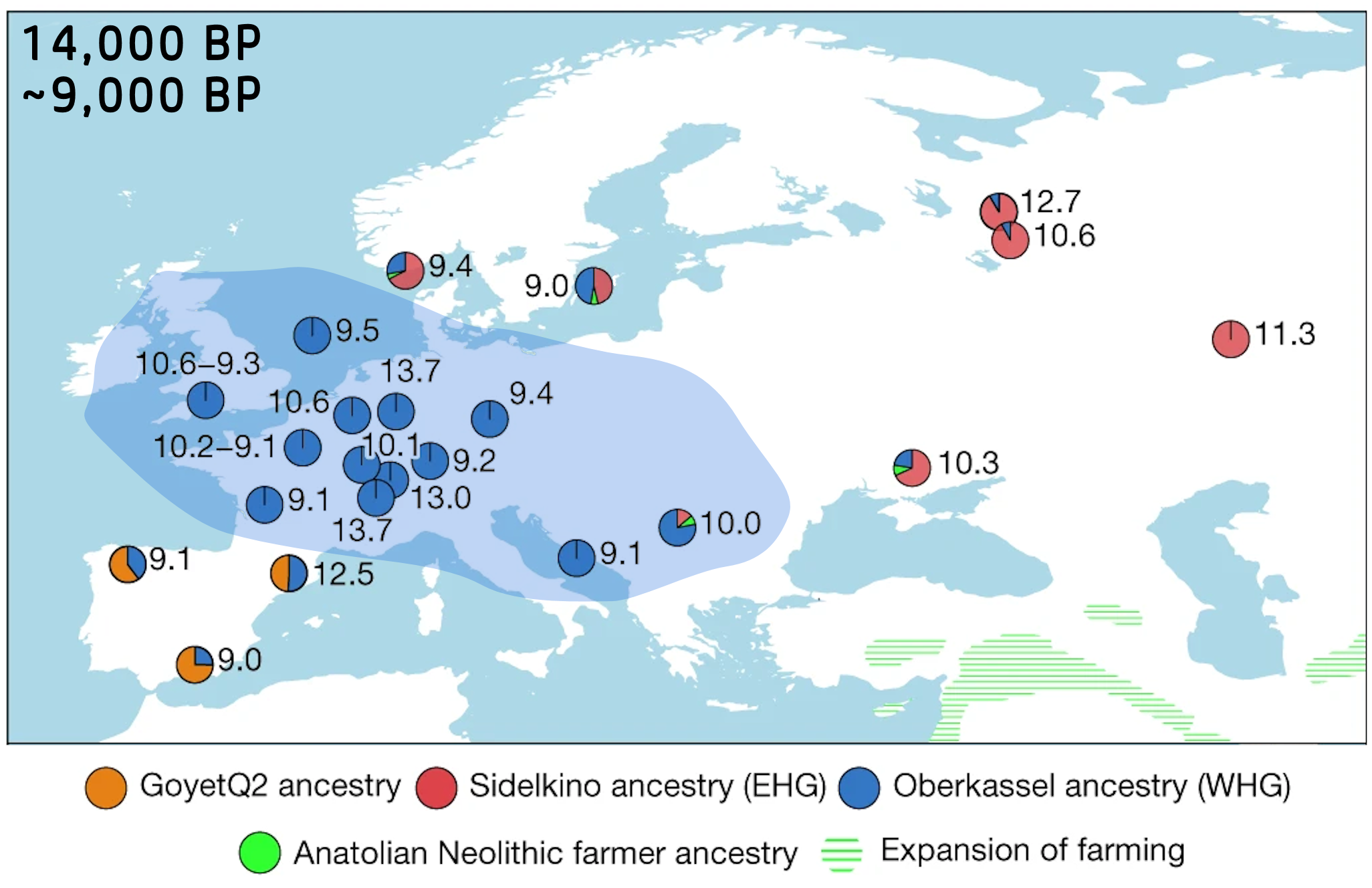
Ascendència genètica dels caçadors-recol·lectors d'Europa entre els 14000 i 9000 ae, amb l'àrea central de caçadors-recol·lectors occidental en blau. Els nombres individuals corresponen a dates de mostra calibrades

En arqueogenètica, els caçadors-recol·lectors occidentals, o caçadors-recol·lectors d'Europa Occidental, Grup de Villabruna o Grup d'Oberkassel, són un grup genètic humà que es va estendre per l'Europa central i occidental, des dels Carpats a l'est fins a les Illes Britàniques a l'oest, començant amb l'Escalfament de Bölling, fa 14.600 anys. Foren els caçadors-recol·lectors dels períodes epipaleolític i mesolític d'Europa.
Juntament amb els caçadors-recol·lectors escandinaus i els caçadors-recol·lectors orientals, els caçadors-recol·lectors occidentals constitueixen un dels tres principals grups genètics del període postglacial europeu. La frontera entre els caçadors-recol·lectors occidentals i els caçadors-recol·lectors de l'Est s'estenia des de les desembocadures del Danubi al sud fins a Lituània al nord. Els caçadors-recol·lectors escandinaus, en canvi, representen una barreja gairebé igual dels dos anteriors grups.
La principal població d'Europa durant el Mesolític, els caçadors-recol·lectors occidentals, foren en gran part suplantats per dues expansions de població posteriors i successives, de primer la dels primers agricultors europeus a començament del Neolític, i després la dels indoeuropeus al final del Neolític. Els caçadors-recol·lectors occidentals foren a poc a poc absorbits pels agricultors durant el Neolític, i les poblacions resultants foren substituïdes o absorbides per pastors de l'Estepa Pòntica (o pontocàspia), la qual cosa tingué com a conseqüència reduir encara més el component ancestral dels caçadors-recol·lectors occidentals entre les poblacions europees. Hui trobem aquesta ascendència més alta (fins a 35%) a la regió bàltica oriental i a la Rússia del nord d'Europa.

## Definició
Els caçadors-recol·lectors occidentals són un component ancestral distintiu que contribueix a l'ascendència de la majoria dels europeus moderns. La majoria dels europeus es poden modelar com una barreja, en proporcions variables, de caçadors-recol·lectors occidentals, primers agricultors europeus i pastors de l'Estepa Pòntica. Els primers agricultors europeus procedien majoritàriament de l'Anatòlia occidental. Durant la seua expansió cap a Europa a començament del Neolític, els primers agricultors europeus arribaren a dominar el patrimoni genètic a tot Europa, tret del nord.

## Expansió cap a Europa (al voltant del 14600 ae)
Es creu que els caçadors-recol·lectors occidentals que es van estendre per Europa fa uns 14.600 anys, durant l'interestadial climàtic de Bölling, el primer període d'escalfament després de l'Últim màxim glacial. Representen un canvi de població important a Europa, des de les penínsules de refugi dels Balcans o d'Anatòlia.

## Origen dels caçadors-recol·lectors occidentals
Es creu que els avantpassats dels caçadors-recol·lectors occidentals i els caçadors-recol·lectors orientals es van separar dels euroasiàtics orientals al 40000 ae i dels antics euroasiàtics del nord abans del 32000 ae (datació calculada pel jaciment prehistòric de Iana), d'aquests darrers prové el "jove de Mal'ta-Buret", datat del 24000 ae.
Vallini et al. (2022) argumenten que els patrons de divisió i dispersió dels llinatges de l'Euràsia occidental no eren anteriors a fa 38.000 anys. Els espècimens europeus més antics del Paleolític superior inicial, com ara els de Zlaty kun i Ranis (més de 450000 ae), Peștera cu Oase (400000 ae) i la Cova de Bacho Kiro (45000 ae), no tenien pas cap connexió amb els antics euroasiàtics occidentals, però eren o bé més a prop dels antics euroasiàtics orientals o bé eren basals en posició respecte a tots dos.
Els caçadors-recol·lectors occidentals mostren una major afinitat amb les poblacions de l'Orient Pròxim antigues i modernes que els europeus del Paleolític superior, com ara els gravettians. L'afinitat amb les poblacions de l'antic Orient Pròxim augmentà a Europa al Bölling, en relació amb l'expansió dels caçadors-recol·lectors occidentals (grup de Villabruna o Oberkassel). També hi ha evidència de flux genètic bidireccional entre les poblacions dels caçadors-recol·lectors occidentals i les de l'Orient Pròxim al 15.000 ae.
Les restes associades amb els caçadors-recol·lectors occidentals pertanyen sobretot a l'haplogrup I del cromosoma Y (I-M170), amb una freqüència menor de l'haplogrup C (C-F3393) (especialment el clade C-V20/C1a2), que s'ha trobat sovint entre les restes del Paleolític superior de Rússia, com ara Kostenki-14 i Sungir. L'haplogrup patern C-V20 encara és present en hòmens de la península Ibèrica actual, cosa que demostra la presència de llarga durada d'aquest llinatge a l'Europa occidental. Els seus cromosomes mitocondrials pertanyien sobretot a l'haplogrup U5.

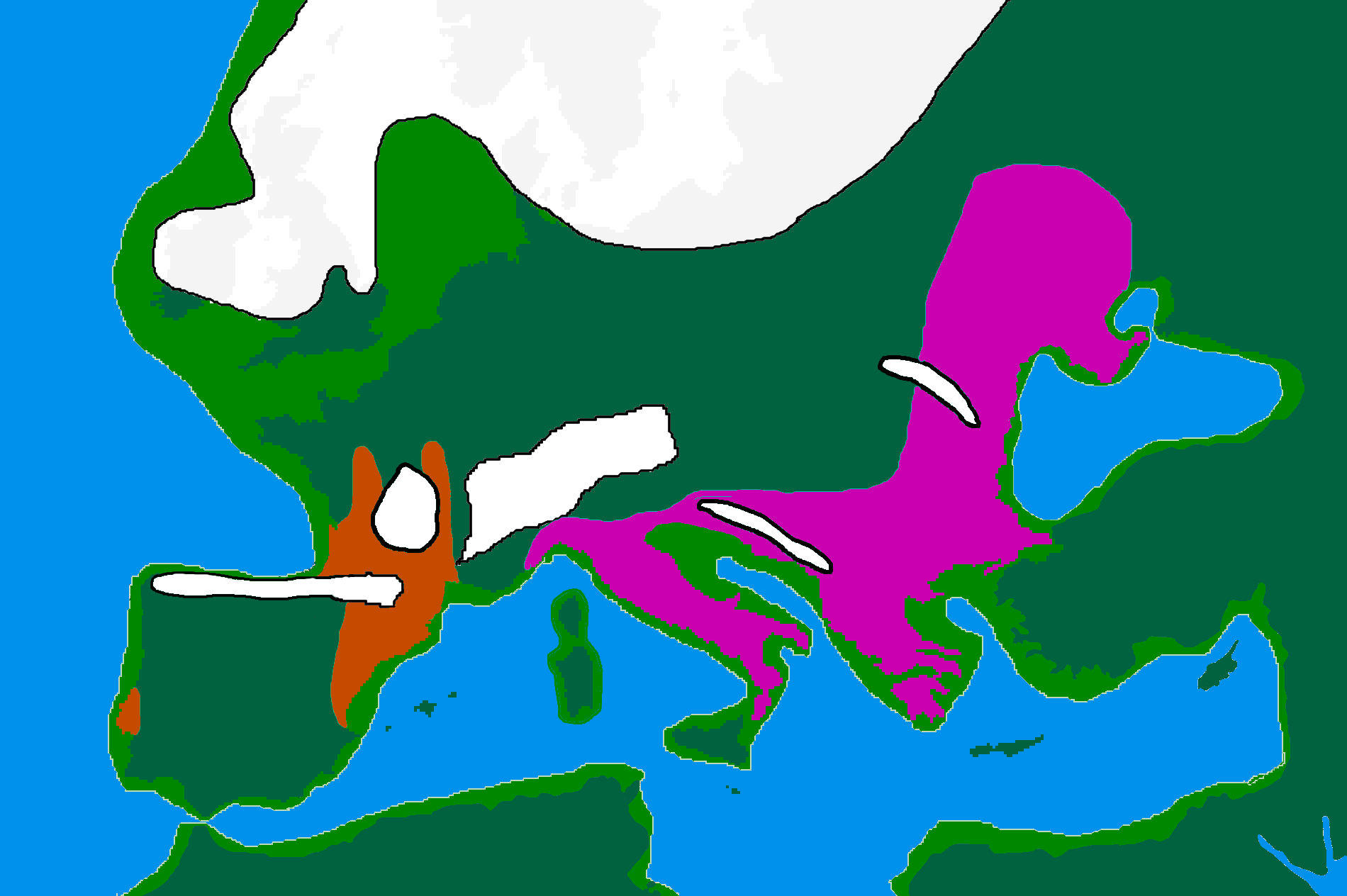
Últim refugi del màxim glacial, 20.000 ae
Solutià
Epigravettià

En un estudi genètic publicat en Nature el març del 2023, es descrivien els avantpassats dels caçadors-recol·lectors occidentals com a poblacions associades a la Cultura epigravettiana, que va substituir en gran manera les poblacions associades a la Cultura magdaleniana fa uns 14.000 anys (els avantpassats dels individus associats amb el magdalenià eren poblacions associades a les cultures gravettiana occidental, solutriana i aurinyaciana). En l'estudi, l'ascendència dels caçadors-recol·lectors occidentals es rebateja com a "ascendència d'Oberkassel", trobada per primera vegada al nord dels Alps en dos individus datats de fa 14.000 anys al jaciment epònim d'Oberkassel, que es pot descriure com una barreja d'ascendència Villabruna (una mescla entre un llinatge vinculat al clúster de Vestonice i un llinatge ancestral d'individus Kostenki-14 i Goyet Q116-1), i una ascendència Goyet-Q2 vinculada a individus trobats a Europa abans de l'Últim màxim glacial.
L'estudi indica que tots els individus del clúster d'Oberkassel es podrien descriure com a persones amb un 75% d'ascendència Villabruna i un 25% de Goyet-Q2 o, alternativament, amb un 90% ascendència Villabruna i un 10% d'ascendència Fournil, un grup recentment identificat com un llinatge germà de l'ascendència Goyet Q116-1, trobat en individus associats amb la Cultura gravettiana del sud-oest d'Europa. L'estudi indica que l'ascendència d'Oberkassel ja estava formada en gran part abans d'estendre's, potser a l'oest dels Alps, cap a l'Europa occidental i central i la Gran Bretanya, on els individus caçadors-recol·lectors occidentals mostrejats són genèticament homogenis. Això contrasta amb l'arribada dels avantpassats de Villabruna i Oberkassel a la península Ibèrica, que sembla haver implicat repetits fets de barreja amb poblacions autòctones amb alts nivells d'ascendència Goyet-Q2. Això, juntament amb la supervivència de clades específics de l'haplogrup C1 de l'ADN-Y observats abans en els primers caçadors-recol·lectors europeus, suggereix una continuïtat genètica relativament més alta al sud-oest d'Europa durant aquest període.

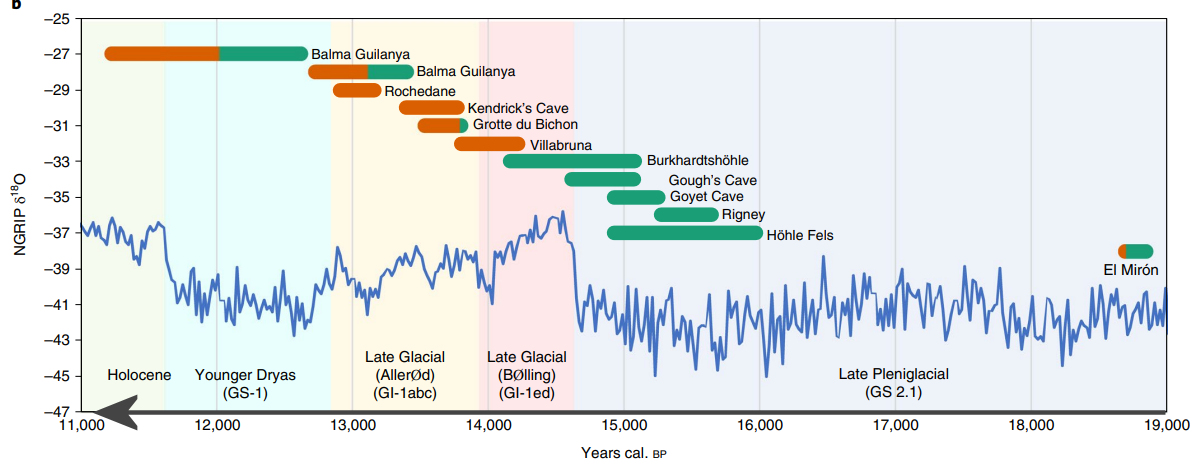
Transició de l'ascendència magdaleniana Goyet (verd), Goyet Q2) amb ascendència Villabruna de caçadors-recol·lectors occidentals (taronja) en jaciments europeus, segons la cronologia i l'evolució climàtica

## Interacció amb altres poblacions

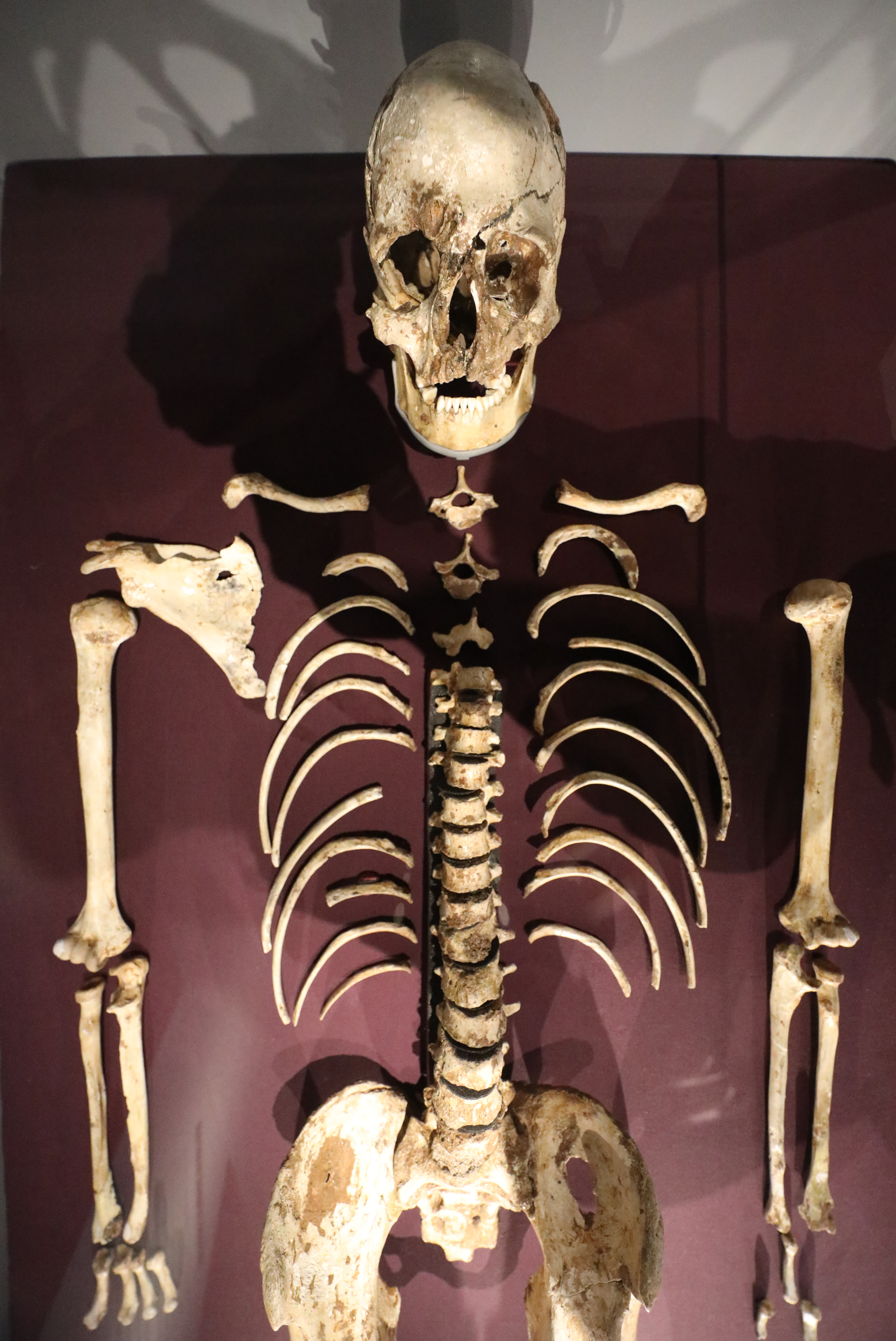
L'humà de Cheddar, datat de mitjans o finals del IX mil·lenni, trobat a Gran Bretanya, tenia un genotip similar al d'altres caçadors-recol·lectors occidentals.

També s'ha descobert que els caçadors-recol·lectors occidentals han contribuït a l'ascendència de poblacions a les fronteres d'Europa, com ara els primers agricultors d'Anatòlia i els antics africans del nord-oest, així com a altres grups europeus com els caçadors-recol·lectors orientals. La relació entre els caçadors-recol·lectors occidentals i els de l'Est continua sense ser concloent. Els de l'Est es descriuen per derivar per diversos graus d'ascendència d'un llinatge relacionat amb els caçadors-recol·lectors occidentals, que va des de sols un 25% fins al 91%, la resta està relacionada amb el flux genètic dels siberians paleolítics i potser dels caçadors-recol·lectors caucàsics. Es va descobrir que un altre llinatge conegut com a caçadors-recol·lectors escandinaus: una barreja de caçadors-recol·lectors de l'Est i occidentals.
Els pobles de la Cultura de Kunda i la Cultura de Narva del Bàltic oriental són una barreja de caçadors-recol·lectors occidentals i de l'Est, amb una afinitat més propera amb els occidentals. Les mostres mesolítiques i neolítiques ucraïneses estaven estretament agrupades entre aquests dos grups, cosa que suggereix una continuïtat genètica als ràpids del Dniéper durant un període de 4.000 anys. Les mostres ucraïneses pertanyien exclusivament a l'haplogrup matern U, present en un 80% de totes les mostres de caçadors-recol·lectors europeus.
A diferència de la majoria de caçadors-recol·lectors occidentals, els del Bàltic oriental no van rebre barreja d'agricultors europeus durant el Neolític. Per tant, les poblacions modernes del Bàltic oriental tenen una ascendència de caçadors-recol·lectors occidentals més gran que qualsevol altra població d'Europa.
Es va descobrir que els caçadors-recol·lectors escandinaus tenen una barreja de components de caçadors-recol·lectors occidentals que probablement havien migrat a Escandinàvia des del sud, i caçadors-recol·lectors de l'Est que després migraren a Escandinàvia des del nord-est al llarg de la costa noruega. Aquesta hipòtesi recolza en l'evidència que els caçadors-recol·lectors escandinaus de l'oest i el nord d'Escandinàvia tenien menys ascendència de caçadors-recol·lectors occidentals (un 51%) que els individus de l'est d'Escandinàvia (un 62%). Es creu que els caçadors-recol·lectors occidentals que van entrar a Escandinàvia pertanyien a la Cultura ahrensburguiana. Els caçadors-recol·lectors de l'Est i els occidentals tenien freqüències al·lèliques més baixes de SLC45A2 i SLC24A5, que causen despigmentació, i OCA/Herc2, que causen un color d'ulls clar, que els caçadors-recol·lectors escandinaus.

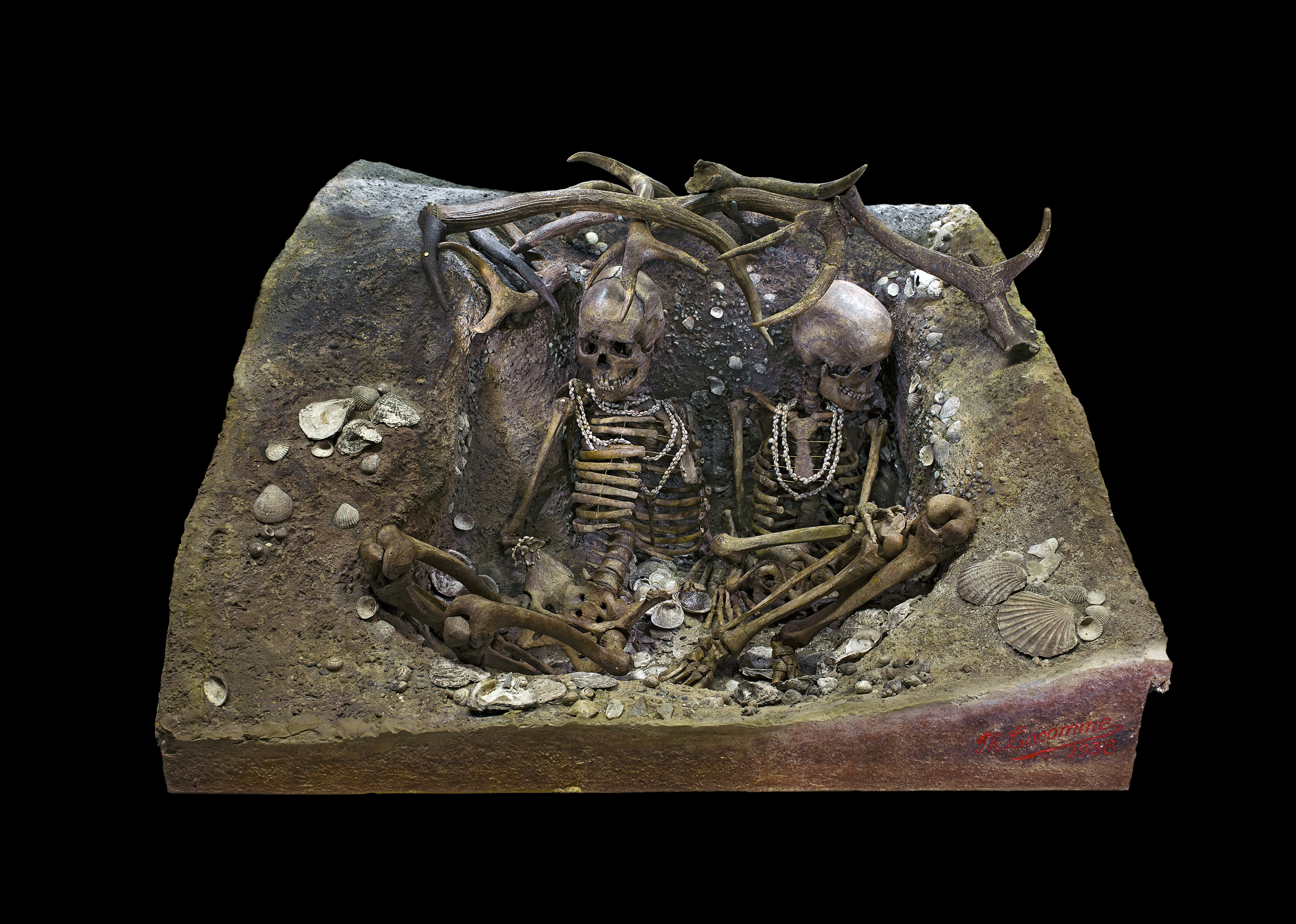
Dos esquelets de dones d'entre 25 i 35 anys, datats d'entre el 6740 ae i el 5680 ae, ambdues de mort violenta. Trobades a Téviec, el 1938

Es va analitzar l'ADN d'onze caçadors-recol·lectors occidentals del Paleolític superior i mesolític de l'Europa occidental, l'Europa central i els Balcans per als seus haplogrups d'ADN-Y i d'ADNmt. L'anàlisi indica que els caçadors-recol·lectors occidentals s'estengueren des de la costa atlàntica a l'oest fins a Sicília al sud i als Balcans al sud-est, durant més de sis mil anys. Es va analitzar un gran nombre d'individus del Cementeri de Zvejnieki, sobretot pertanyents a la Cultura de Kunda i a la de Narva al Bàltic oriental. Aquests individus eren majoritàriament d'origen caçador-recol·lector occidental en fases anteriors, però amb el temps l'ascendència de caçadors-recol·lectors de l'Est hi esdevingué predominant. L'ADN-Y d'aquest lloc pertanyia quasi exclusivament als haplotips de l'haplogrup R1b 1a1a i I2a1. El mtDNA pertanyia exclusivament a l'haplogrup U (específicament els subclades d'U2, U4 i U5).
També es van analitzar quaranta individus de tres jaciments mesolítics de les Portes de Ferro dels Balcans. Es calcula que aquests individus tenien un nombre de descendents del 85% de caçadors-recol·lectors occidentals i un 15% de caçadors-recol·lectors de l'Est. Els hòmens d'aquests llocs portaven sols haplotips de l'haplogrup R1b1a i I (sobretot subclades de I2a). El mtDNA pertanyia principalment a U (sobretot els subclades U5 i U4).
En el neolític mitjà, els habitants de la Cultura de Cucuteni-Trypillia tenien un 20% d'ascendència caçadora-recol·lectora, que era intermèdia entre l'Est i l'Oest. Sembla que la gent de la Cultura de l'àmfora globular tenia aproximadament un 25% d'ascendència de caçadors-recol·lectors occidentals, que és significativament més alt que els grups del Neolític mitjà de l'Europa central.

## Substitució per agricultors neolítics

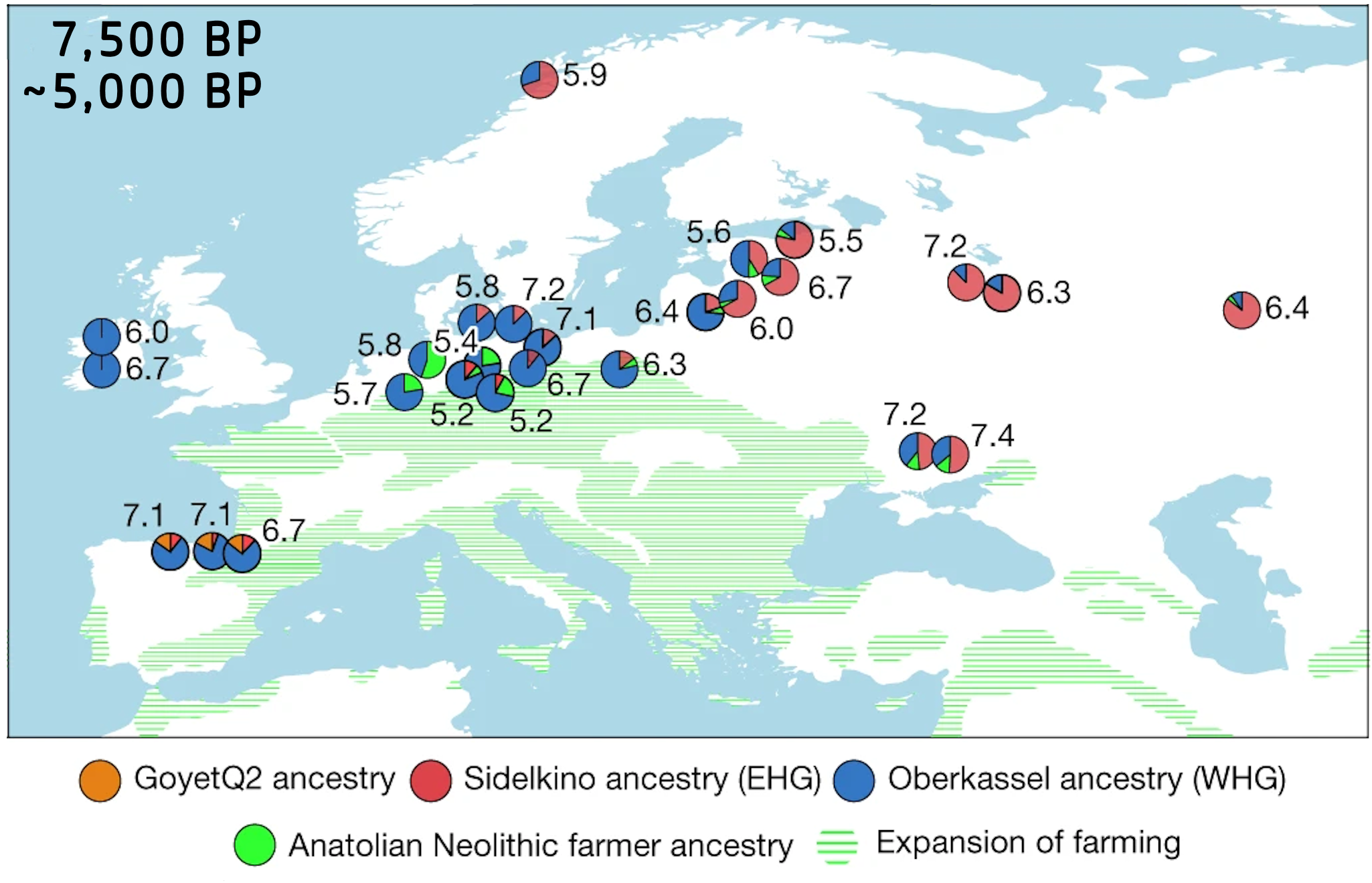
Ascendència genètica residual dels caçadors-recol·lectors europeus durant el Neolític europeu, entre fa 7.500 i 5.000 anys

Un estudi del 2014 va identificar per primera vegada la contribució de tres components principals en els llinatges europeus moderns: caçadors-recol·lectors de l'Europa occidental (en proporcions de fins al 50% entre els nord-europeus), antics nord-eurasiàtics (siberians del Paleolític superior associats després amb l'expansió indoeuropea, presents en proporcions de fins al 20%), i finalment els primers agricultors europeus (d'origen sobretot anatòlic que van emigrar a Europa des del 8000 ae, hui presents en proporcions d'un 30% a la regió bàltica, i al voltant del 90% a la Mediterrània).
Aquest estudi del 2014 trobà evidències de barreja genètica entre caçadors-recol·lectors occidentals i els primers agricultors europeus a tot Europa, amb la major contribució a l'Europa mediterrània dels darrers (especialment a Sardenya, Sicília, Malta i entre els jueus asquenazites), i la major contribució de caçadors-recol·lectors occidentals al nord d'Europa i entre els bascos.
Des del 2014, altres estudis han refinat la imatge dels encreuaments de primers agricultors europeus i caçadors-recol·lectors occidentals. En una anàlisi del 2017 de 180 conjunts de dades d'ADN antics dels períodes Eneolític i neolític d'Hongria, Alemanya i península Ibèrica, es veieren evidències d'un període prolongat d'encreuament. La barreja es va produir a partir de poblacions locals de caçadors-recol·lectors, de manera que les poblacions de les tres àrees (Alemanya, Ibèria i Hongria) eren genèticament distingibles en totes les etapes del Neolític, amb una proporció progressivament creixent d'ascendència de caçadors-recol·lectors occidentals respecte a les poblacions agrícoles al llarg del temps. Això indica que després de l'expansió inicial dels primers agricultors, no hi hagué més migracions de llarga distància prou grans per homogeneïtzar la població agrícola, i que les poblacions agrícola i de caçadors-recol·lectors coexistiren durant molts segles, amb una barreja gradual que va continuar al llarg del V al IV mil·lenni ae (en lloc d'un únic fet de mescla en el primer contacte). Les taxes de barreja variaren geogràficament; a finals del Neolític, l'ascendència de caçadors-recol·lectors occidentals entre els agricultors d'Hongria era d'un 10%, a Alemanya al voltant del 25% i a la península Ibèrica fins al 50%.
Es calcula que els caçadors-recol·lectors occidentals contribuïren entre el 20 i 30% a l'ascendència dels grups de primers agricultors europeus neolítics a tot Europa.

## Aspecte físic i salut
Hi ha indicis que els caçadors-recol·lectors occidentals portaven "al·lels de risc per a la diabetis i la malaltia d'Alzheimer".
D'acord amb David Reich, l'anàlisi d'ADN ha mostrat que els caçadors-recol·lectors occidentals tenien la pell fosca, els cabells foscos i els ulls blaus. La pell fosca es devia al seu origen extraafricà relativament recent (totes les poblacions d'Homo sapiens tenien al principi la pell fosca), mentre que els ulls blaus eren el resultat d'una variació en el seu gen OCA2, que causava la despigmentació de l'iris.
Segons un estudi del 2020, l'arribada dels primers agricultors europeus de l'oest d'Anatòlia va ocórrer al voltant del 6400 ae, així com els pastors de les estepes pòntiques durant l'edat del bronze, i provocaren un canvi ràpid en les poblacions europees cap a una pell i un cabell més clars.

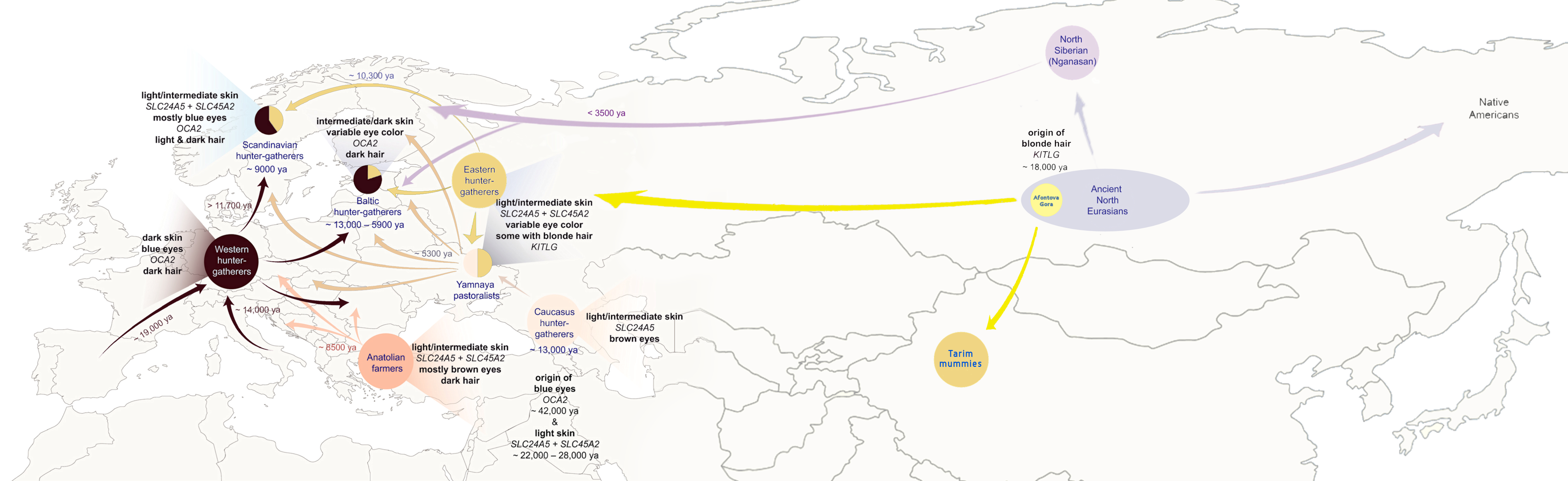
Evolució dels fenotips del Paleolític superior i del Neolític a Euràsia

Alguns autors han expressat precaució pel que fa a les reconstruccions pigmentàries cutànies: Quillen et al. (2019) reconeixen estudis que solen mostrar que "el color de pell més clar era rar en gran part d'Europa durant el Mesolític", incloent-hi estudis sobre prediccions "fosc o fosc a negre" per a l'humà de Cheddar, però adverteixen que "les reconstruccions del fenotip de pigmentació mesolítica i neolítica utilitzant loci comuns en les poblacions modernes s'han d'interpretar amb certa precaució, ja que és possible que altres loci, encara no examinats, també hagen influït en el fenotip".
La genetista Susan Walsh de la Universitat Purdue d'Indianapolis, que treballà en el projecte Cheddar Man, argumenta que "simplement no sabem el color de la seua pell". Segons el bioquímic alemany Johannes Krause, director del Departament d'Arqueogenètica de l'Institut Max Planck d'Antropologia Evolutiva de Leipzig, no sabem si el color de la pell dels caçadors-recol·lectors de l'Europa occidental s'assemblava més al dels centreafricans actuals o al de la gent de l'àrea àrab. Només és cert que no portaven cap mutació coneguda responsable de la pell clara de les poblacions europees posteriors.